# Frank Butler (musiker)
Frank Butler (18. februar 1928 i Kansas City , Missouri – 24. juli 1984 i Ventura Californien USA) var en amerikansk jazz-trommeslager.
Butler hørte til skolen af west coast-musikere. Han studerede hos Jo Jones i New York, og var tæt tilknyttet musikere som Art Pepper, Harold Land og Dolo Coker. Han spillede også med Miles Davis, John Coltrane, Duke Ellington, Joe Farrell og Dave Brubeck.
Han indspillede tre plader i eget navn; på hans anden lp The Stepper kan han høres spille en 19 minutters tromme-solo.

## Diskografi
- Groovin´Blue - 1961
- The Stepper - 1977
- Weelin and Deelin - 1978

## Eksterne kilder og henvisninger
- Biografi Arkiveret 27. juni 2011 hos  Wayback Machine